# باري ريان (قسيس)
باري ريان (بالإنجليزية: Barry Ryan)‏ هو قسيس أمريكي، ولد في 23 يناير 1948 في الولايات المتحدة.